# Seligman (Arizona)
Seligman is een plaats (census-designated place) in de Amerikaanse staat Arizona, en valt bestuurlijk gezien onder Yavapai County. Seligman ligt op de Route 66 en is genoemd naar Jesse Seligman, een van de financiers van de spoorlijn die de plaats sinds 1882 doorkruist.

## Geschiedenis
Seligman werd tussen 1889 en 1891 gesticht door de Theut- en Moultriefamilies, rijke eigenaars van slachthuizen in het zuiden van de V.S. die alles verloren tijdens de Amerikaanse Burgeroorlog. Ze trokken naar het westen op zoek naar een nieuw leven in het grotendeels onbevolkte Arizona. Ze namen het gebied van het huidige Seligman over van de Apache.
Tijdens de hoogdagen van de Route 66 was Seligman een druk bezochte plaats. Anno 2012 trekt de plaats hoofdzakelijk toeristen aan die Seligman's verleden willen ontdekken. De Grand Canyon ligt 200 km verder naar het noordoosten.

## Demografie
Bij de volkstelling in 2000 werd het aantal inwoners vastgesteld op 456.

## Geografie
Volgens het United States Census Bureau beslaat de plaats een oppervlakte van
16,5 km², geheel bestaande uit land.

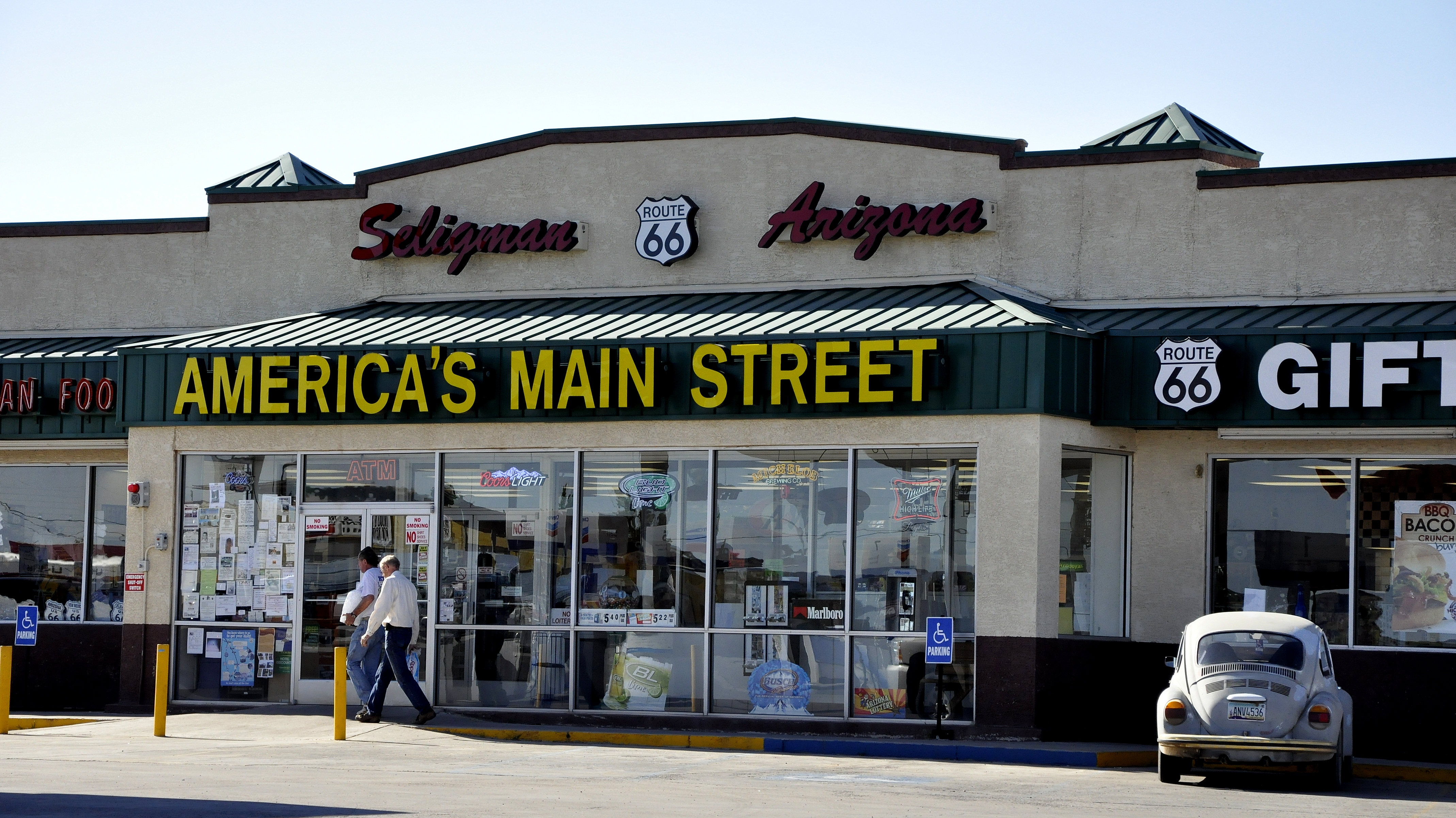
Seligman
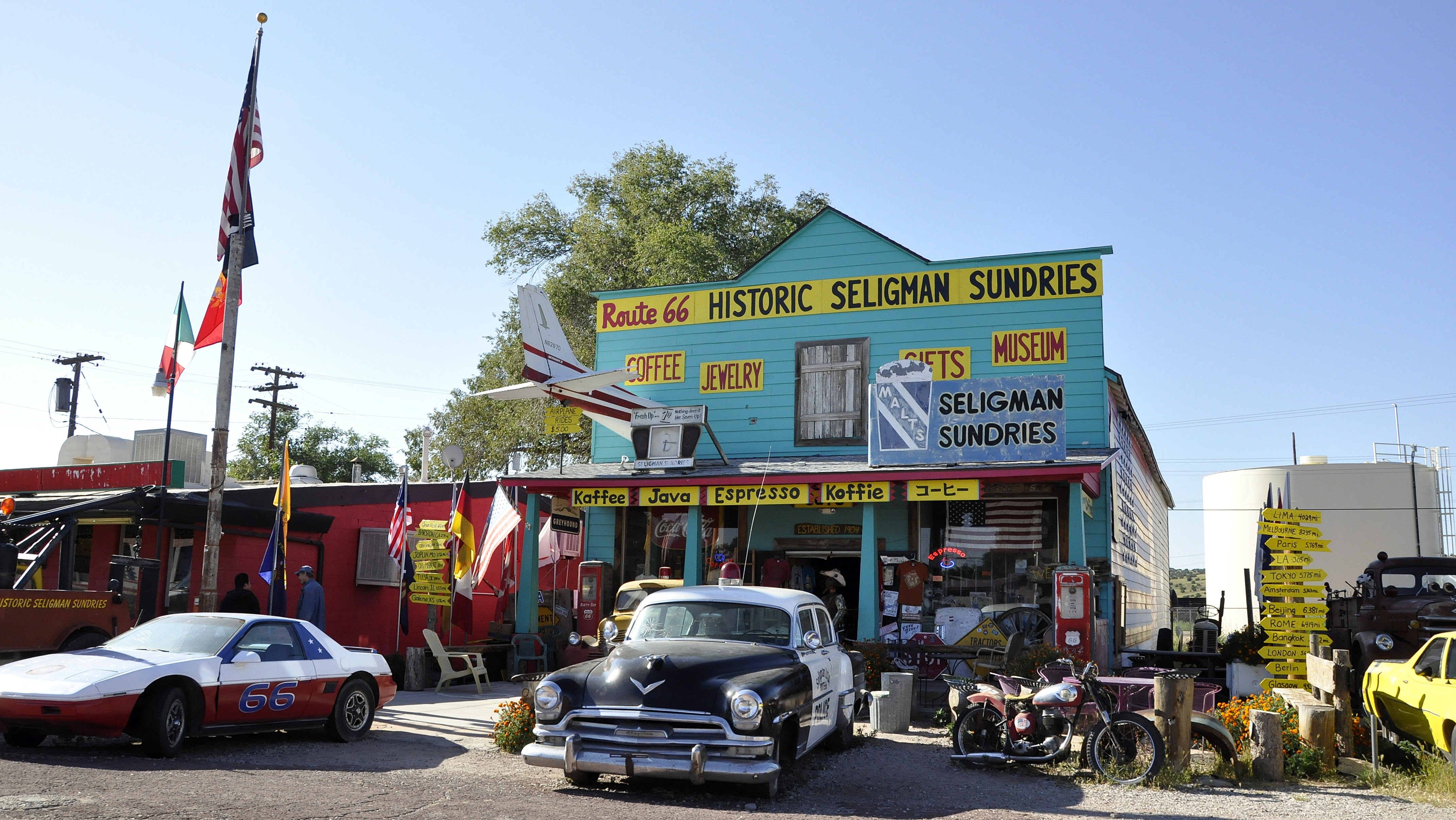
Seligman
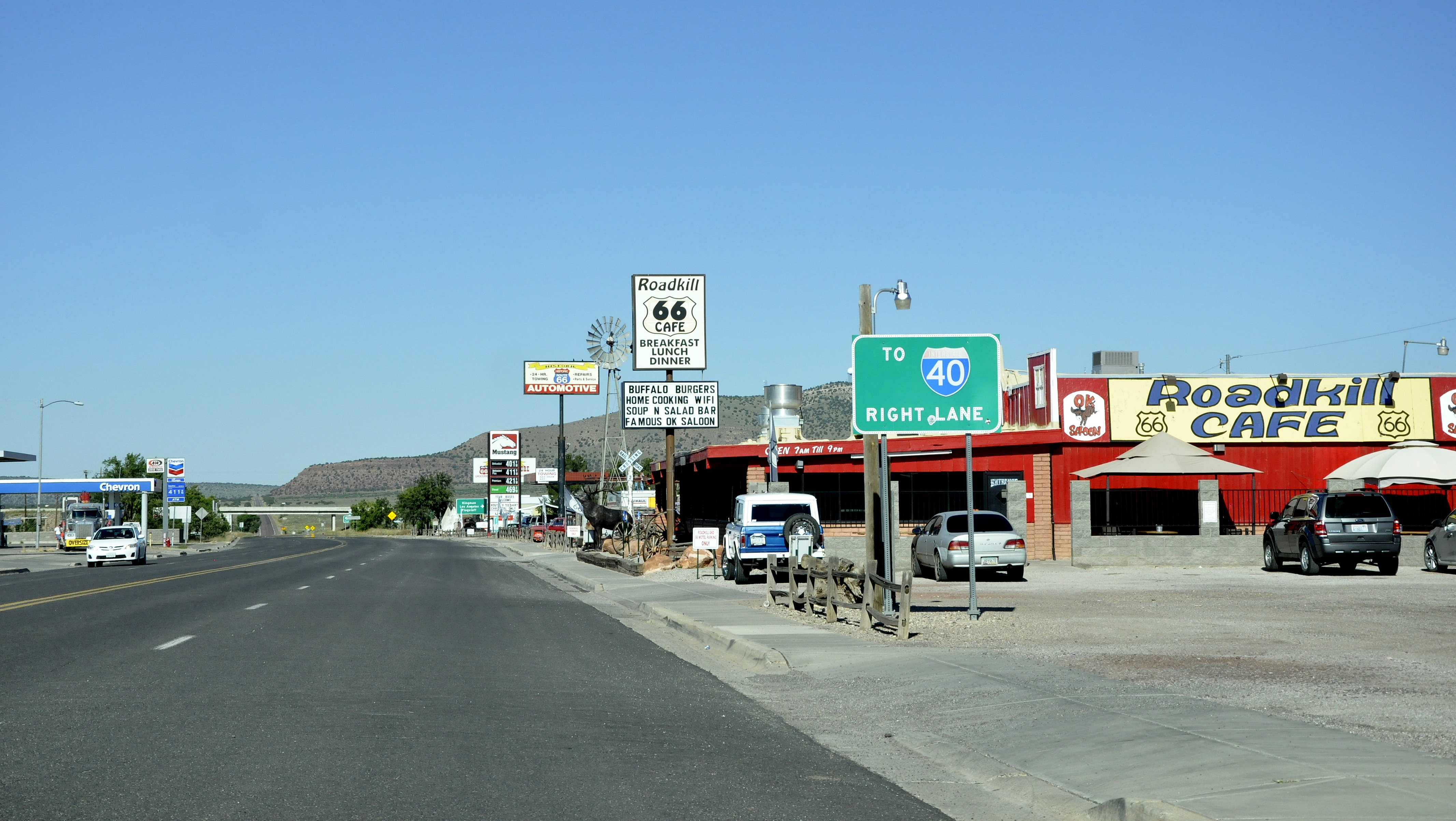
Seligman en Route 66

## Plaatsen in de nabije omgeving
De onderstaande figuur toont nabijgelegen plaatsen in een straal van 72 km rond Seligman.